# Mogador (contre-torpilleur)
Pour les articles homonymes, voir Mogador (homonymie).
Le Mogador est un contre-torpilleur de classe Mogador de la marine nationale française.
Il porte le nom de la ville marocaine portuaire d'Essaouira (anciennement Mogador). Sa construction par l'arsenal de Lorient débuta le 28 décembre 1934 et il fut lancé le 9 juin 1937. Il eut un sister ship, le Volta. Ces deux bâtiments furent une tentative par la marine française de concevoir des navires capables de battre n'importe quelle autre bateau de tonnage inférieur et ceci grâce à un armement presque aussi puissant que celui d'un croiseur léger sur une coque de contre-torpilleur.

## Caractéristique techniques
Le Mogador est long de 137,05 mètres et large de 12,57 mètres. Son tirant d'eau est de 4,74 mètres. Pour sa propulsion il dispose de deux turbines à vapeur développant une puissance de 92 000 chevaux pour une vitesse de 39 nœuds (72,2 km/h). Au déplacement Washington, lors de ses essais de 9e heure à feux poussés, le Mogador atteint la vitesse de 43,4 nœuds (80,4 km/h) pour une puissance de 118000 chevaux. Ses soutes à carburant contiennent 360 m3 de mazout.
L'artillerie principale de ce contre-torpilleur est de quatre tourelles doubles superposées de 138 mm : deux en chasse à l'avant et deux autres en fuite à l'arrière. Son artillerie antiaérienne est de quatre pièces simples de 37 mm sur la plage arrière. Sur l'avant du rouf passerelle, deux mitrailleuses jumelées de 13,2 mm montées derrière les deux tourelles de chasse de 138 mm complètent sa défense contre avions. Le Mogador possédait deux plateformes triples de tubes lance-torpilles de 550 mm. Il embarquait aussi 16 grenades anti-sous-marines mises à l'eau par deux rails installés à la poupe du bâtiment. Il pouvait également mouiller 40 mines sous-marines par la plage arrière.

## Histoire
Au début de la guerre, à Brest, le Mogador appartient à la Force de Raid. Il forme avec le Volta, son sister-ship, la 6e division de contre-torpilleurs. Du 21 au 30 octobre 1939, la Force de Raid escorte le convoi KJ.4 pour le protéger du cuirassé de poche allemand Deutschland patrouillant dans l'Atlantique Nord. Face aux Gneisenau et Scharnhorst opérant dans l'Atlantique Nord, la Force de Raid appareille de Brest le 21 novembre pour rejoindre le croiseur de bataille britannique HMS Hood et patrouiller dans la région au sud de l'Islande (zone GIUK) ; les bâtiments allemands peuvent rentrer à leurs bases sans être inquiétés grâce au mauvais temps. Le Mogador est à Mers el-Kébir lors de l'attaque par une escadre britannique le 3 juillet 1940. Il est touché par un obus de 380 mm détruisant sa plage arrière et provoquant l'explosion de ses grenades anti-sous-marines. Par chance, la soute à munition arrière n'explose pas. Ne pouvant manœuvrer, il est remorqué à Oran pour réparation. Mis en cale sèche le 17 juillet, réparé sommairement, il est remorqué jusqu'à Toulon où il arrive le 1er décembre. Il y reste amarré en attendant d'être remis en état.
Les travaux sont effectués par le chantier naval Forges et Chantiers de la Méditerranée de La Seyne-sur-Mer. Ils ne débutent qu'en février 1942, à cause du manque de matériel. En octobre, la fin de la reconstruction du Mogador est estimée pour juillet 1943. Le 27 novembre 1942, il est sabordé à La Seyne-sur-Mer. Il est renfloué par les Italiens en avril 1943, sans être réparé. Fin 1944, le Mogador est coulé par les bombardements alliés sur Toulon.
Il est démoli en 1949.
|                 |
| Plan du Mogador |

|                                                |
| Le Mogador gravement endommagé à Mers el-Kébir |

## Personnalités ayant servi à son bord
- Marcel Henri Alphonse Fontaine (1900-1942), comme capitaine de corvette à son bord de 1937 à 1939[3].
- Paul Maerten (1896-1970), commandant le 20 juillet 1937